# Haderslev Herred
Haderslev Herred (tysk: Hadersleben Harde) hørte i middelalderen til Barvid Syssel. Senere kom herredet under Haderslev Amt.
I herredet ligger følgend sogne:
- Gammel Haderslev Sogn – (Haderslev Kommune)
- Grarup Sogn – (Haderslev Kommune)
- Haderslev Vor Frue Domsogn – (Haderslev Kommune)
- Halk Sogn – (Haderslev Kommune)
- Hoptrup Sogn – (Haderslev Kommune)
- Moltrup Sogn – (Haderslev Kommune)
- Sønder Starup Sogn – (Haderslev Kommune)
- Vilstrup Sogn – (Haderslev Kommune)
- Vonsbæk Sogn – (Haderslev Kommune)
- Øsby Sogn – (Haderslev Kommune)
- Åstrup Sogn – (Haderslev Kommune)